# Ernst Oberfohren
Ernst Oberfohren, född 15 mars 1881, död 7 maj 1933, var en tysk politiker.
Oberfohren utbildade sig till lärare, blev doktor i statsvetenskap och nationalekonomi 1914. Han blev medlem av konstitutionerade nationalförsamlingen i Weimar 1919 och representerade från 1920 Tysknationella folkpartiet i riksdagen och stod ledningen nära. Det efter Oberfohren benämnda Oberfohrendokumentet utgjordes av ett dokument som författats av Oberfohren och som enligt hans egen uppgift skickats till vissa ledande personer inom hans eget parti och några vänner inom den tyska utländska diplomattjänsten. I dokumentet misstänkliggjorde han NSDAP för att själva varit inblandade i Riksdagshusbranden. Efter att dokumentet publicerats i utländsk press utsattes Oberfohren för svåra förföljelser och trakasserier.
Han påträffades senare skjuten, enligt uppgifter samtida uppgifter begick han självmord, möjligen mördades han på order av SA.